# Distrito de Alca
El distrito de Alca (del quechua: allqa, «marrón»; o bien de awqaq, «soldado» o «guerrero») es uno de los diez que conforman la provincia de La Unión en el departamento de Arequipa en el Sur del Perú.
Desde el punto de vista jerárquico de la Iglesia católica forma parte de la Prelatura de Chuquibamba en la Arquidiócesis de Arequipa.

## Historia
Alca al inicio pertenecía al departamento de Cuzco, posteriormente se incorporó al departamento de Arequipa.
El distrito fue creado mediante Decreto del 4 de mayo de 1835, en el gobierno del Presidente Luis José de Orbegoso y Moncada.

## Geografía

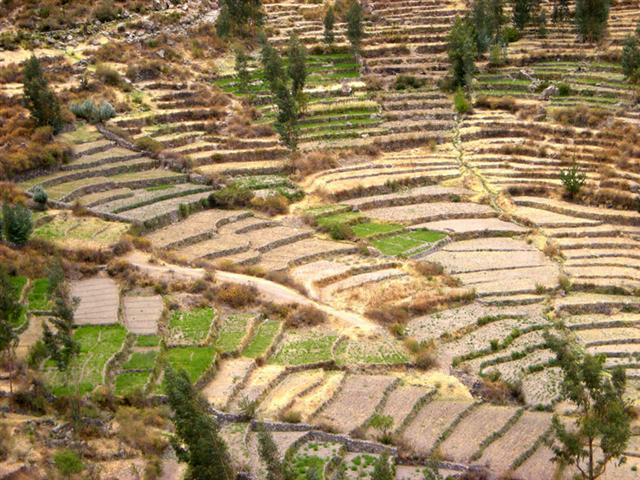
Se pueden observar andenes prehispánicos aun en uso, donde se cultivan papas, maíz, habas, racacha, tarwi y olluco.

La capital se encuentra situada 2 750 m s. n. m. y a una hora por carretera desde Cotahuasi.
Comprende los Anexos de Cahuana, Ayahuasi, Huillac y Yumasca; así como los Caseríos de Lucha, Ticnay y Chucmay.

## Etimología
El nombre Alca proviene de dos vocablos quechuas, significando guerreros.

## Autoridades

### Municipales
- 2023-2026 
  - Alcalde: Henry Hilares
- 2019-2022
  - Alcalde: Antonio Dionicio Castro Flores.
- 2015-2018[4]
  - Alcalde: JOSE ALBERTO LOAYZA CALDERON, del AREQUIPA RENACE (AR).
  - Regidores: ESTELA ROSA FALCON PACHECO (AR), ELIAS TITO LAZARO (AR), FIDEL DIONICIO HUAMANI FLORES (AR), PEDRO FABIO BARRIOS MAYORIA (AR), ISIDRO ALBERTO HUAMANI QUISPE (Fuerza Arequipeña).
- 2011-2014
  - WILDOR RAMON RUBIO ARGÜELLES.
- 2007-2010
  - Alcalde: Benjamín Barrios Bellido.

### Religiosas
- Obispo Prelado: Mons. Mario Busquets Jordá.